# Mueang Surin (huyện)
Mueang Surin (tiếng Thái: เมืองสุรินทร์) là huyện thủ phủ (mmphoe mueang) của tỉnh Surin, đông bắc Thái Lan.

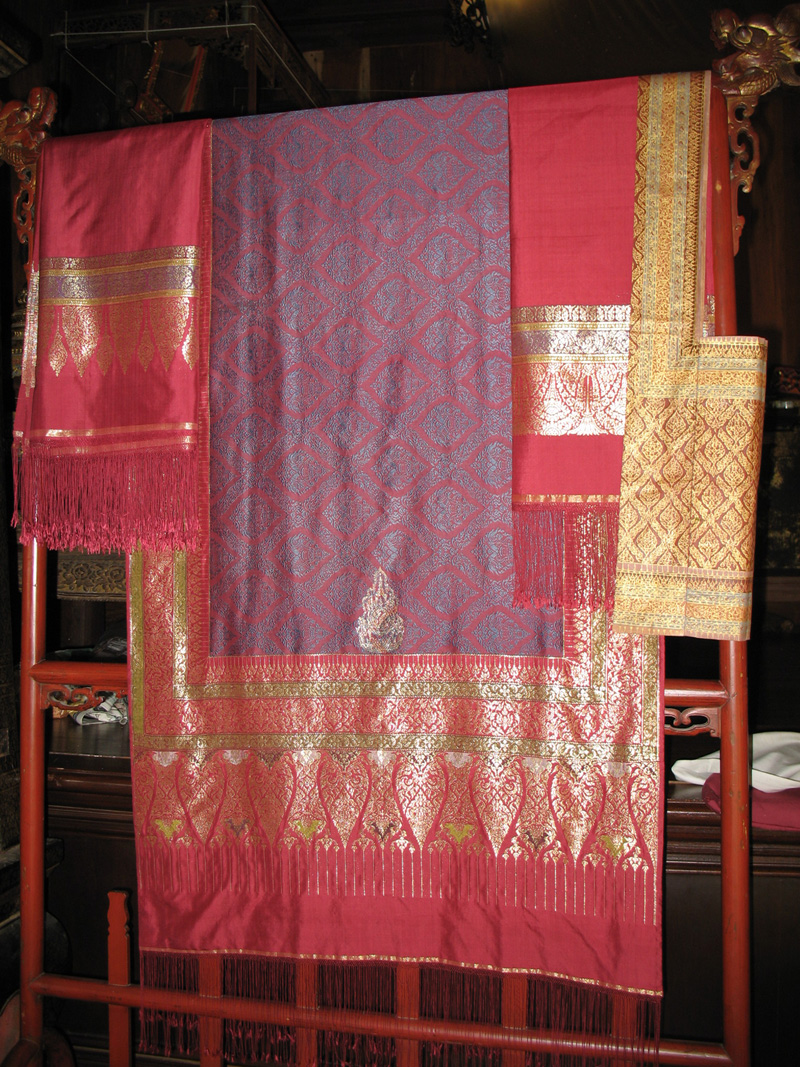
Lụa tambon Tha Sawang, sản phẩm thủ công nổi tiếng ở huyện Mueang Surin

## Địa lý
Các huyện giáp ranh (từ phía bắc theo chiều kim đồng hồ) là: Chom Phra, Khwao Sinarin, Sikhoraphum, Lamduan và Prasat of tỉnh Surin, Krasang và Satuek của tỉnh Buriram.

## Hành chính
Huyện này được chia thành 21 xã (tambon), các đơn vị này lại được chia ra thành 285 làng (muban). Thị xã (thesaban mueang) Surin nằm trên toàn bộ tambon Nai Mueang. Mueang Thi là một thị trấn (thesaban tambon) nằm trên một phần của tambon Mueang Thi. Có 20 Tổ chức hành chính tambon.
| STT. | Tên          | Tên Thái | Số làng | Dân số |  |
| ---- | ------------ | -------- | ------- | ------ |  |
| 1.   | Nai Mueang   | ในเมือง   | -       | 40,104 |  |
| 2.   | Tang Chai    | ตั้งใจ     | 9       | 5.853  |  |
| 3.   | Phia Ram     | เพี้ยราม   | 15      | 8.059  |  |
| 4.   | Na Di        | นาดี      | 16      | 13.775 |  |
| 5.   | Tha Sawang   | ท่าสว่าง   | 20      | 16.589 |  |
| 6.   | Salakdai     | สลักได    | 16      | 10.377 |  |
| 7.   | Ta Ong       | ตาอ็อง    | 16      | 10.745 |  |
| 9.   | Samrong      | สำโรง    | 15      | 9.581  |  |
| 10.  | Kae Yai      | แกใหญ่    | 12      | 9.336  |  |
| 11.  | Nok Mueang   | นอกเมือง  | 19      | 27,075 |  |
| 12.  | Kho Kho      | คอโค     | 10      | 10.124 |  |
| 13.  | Sawai        | สวาย     | 14      | 13.385 |  |
| 14.  | Chaniang     | เฉนียง    | 20      | 11.850 |  |
| 16.  | Thenmi       | เทนมีย์    | 14      | 11.283 |  |
| 18.  | Na Bua       | นาบัว     | 19      | 12.916 |  |
| 19.  | Mueang Thi   | เมืองที    | 14      | 10.901 |  |
| 20.  | Ram          | ราม      | 13      | 9.088  |  |
| 21.  | Bu Rue Si    | บุฤาษี     | 10      | 7.053  |  |
| 22.  | Trasaeng     | ตระแสง   | 12      | 7.363  |  |
| 25.  | Salaeng Phan | แสลงพันธ์  | 9       | 6.259  |  |
| 26.  | Ka Ko        | กาเกาะ   | 12      | 5.476  |  |

Các con số không có trong bảng là tambon lập thành huyện Khwao Sinrin
.